# راتین
| سامانه  | ردیف  | اشکوب      | سن (میلیون سال) |
| ------- | ----- | ---------- | --------------- |
| ژوراسیک | پیشین | هتانجین    | → پس از آن      |
| تریاس   | پسین  | راتین      | ۲۰۱٫۳–۲۰۸٫۵     |
| تریاس   | پسین  | نورین      | ۲۰۸٫۵–۲۲۸       |
| تریاس   | پسین  | کارنین     | ۲۲۸–۲۳۵         |
| تریاس   | میانه | لادینین    | ۲۴۲–۲۳۵         |
| تریاس   | میانه | آنیسین     | ۲۴۲–۲۴۷٫۲       |
| تریاس   | پیشین | اولنکین    | ۲۴۷٫۲–۲۵۱٫۲     |
| تریاس   | پیشین | ایندون     | ۲۵۱٫۲–۲۵۲٫۲     |
| پرمین   | پرمین | چانگسینگین | → پیش از آن     |

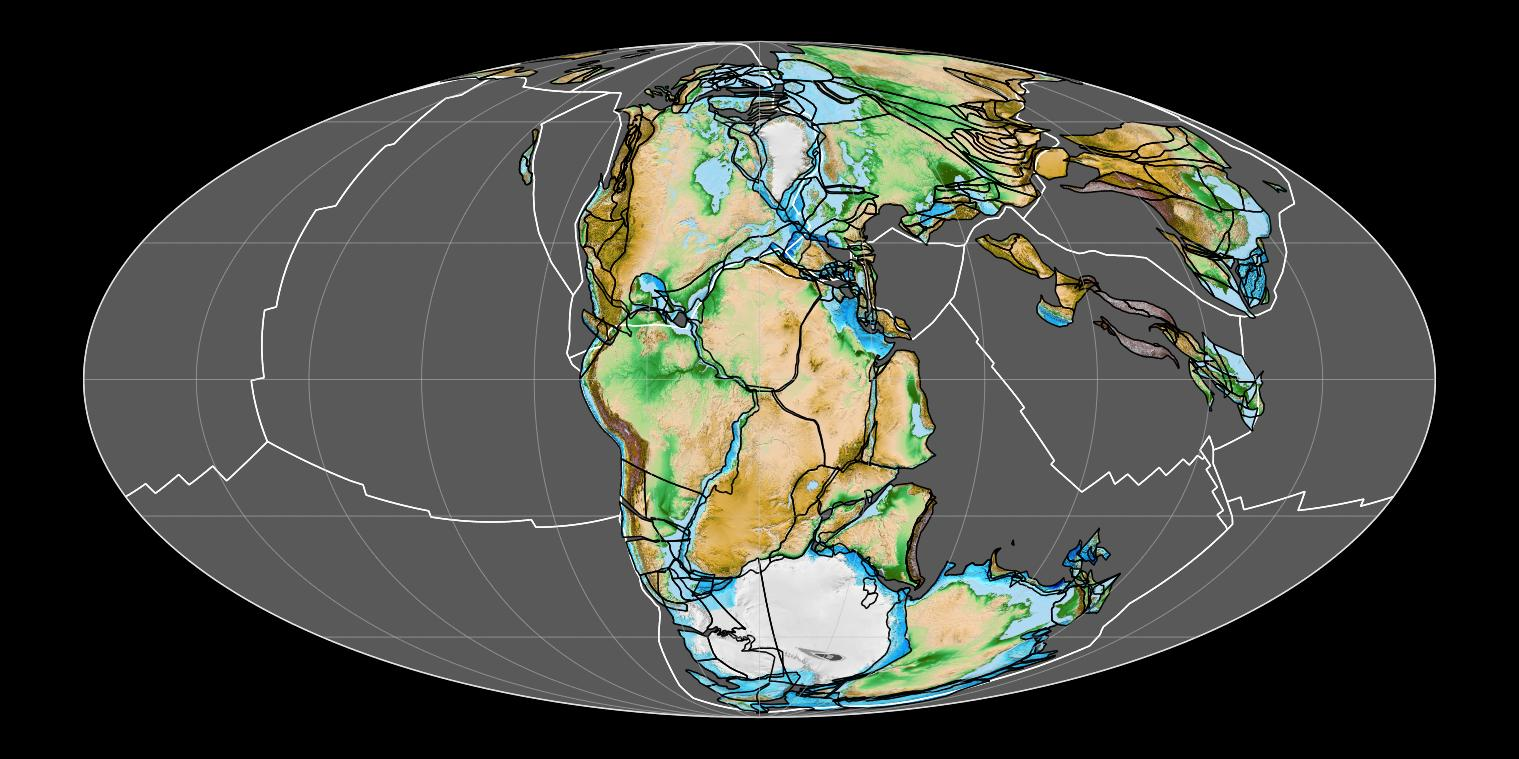
وضعیت قاره پانگه‌آ در پایان عصر راتین

راتین (انگلیسی: Rhaetian) در مقیاس زمانی زمین‌شناسی، بالاترین اشکوب (بر پایه گاه‌چینه‌شناسی) یا واپسین عصر (بر پایه زمین‌گاه‌شناسی) از ردیف یا دور تریاس به‌شمار می‌رود. راتین در ستون چینه‌شناسی پس از اشکوب نورین و پیش از هتانجین (اشکوب زیرین یا نخستین عصر دوره ژوراسیک) جای می‌گیرد. عصر راتین از حدود ۲۰۸٫۵ میلیون سال پیش آغاز شده و تا حدود ۰٫۲ ± ۲۰۱٫۳ میلیون سال پیش ادامه یافت.
در عصر راتین شکسته شدن ابرقاره پانگه‌آ آغاز شد، هرچند در این زمان هنوز اقیانوس اطلس پدید نیامده بود.

## نام‌گذاری
نام آنیسین از منطقه راتین آلپ که زنجیره‌ای کوهستانی بین بخش‌هایی از شرق سوئیس، شمال ایتالیا و غرب اتریش است، گرفته شده است. این نام در سال ۱۸۵۶ توسط ادوارد سوس زمین‌شناس اتریشی و آلبرت اوپل دیرینه‌شناس آلمانی به محافل علمی معرفی شد.